# Bill Varney
Pour les articles homonymes, voir Varney (homonymie).
Harold William "Bill" Varney est un chef-opérateur du son américain né le 22 janvier 1934 à Beverly (Massachusetts) et mort le 2 avril 2011 à Fairhope (Alabama).

## Biographie
Bill Varney fait ses études au lycée de Swampscott et fait de temps en temps le disc-jockey pour une station locale du New Hampshire.
Il commence à travailler à la fin des années 1950 sur le son de films pédagogiques au Massachusetts Institute of Technology, puis rapidement il part en Californie sonoriser des films pour l'Encyclopedia Britannica,,,.
Il entre ensuite au Samuel Goldwyn studio, où il va rester 14 ans, avant de rejoindre Universal Pictures. Il y est vice-président lorsque le studio entreprend la restauration de La Soif du mal, ce qui sera d'ailleurs le dernier film pour lequel il sera crédité,.
Il a été président de la Cinema Audio Society, qui lui a attribué un prix pour l'ensemble de son œuvre en 1990, et membre du comité exécutif de l'Academy of Motion Picture Arts and Sciences.

## Filmographie (sélection)
- 1972 : Avanti! de Billy Wilder
- 1978 : Grease de Randal Kleiser
- 1978 : Mélodie pour un tueur (Fingers) de James Toback
- 1979 : Star Trek, le film (Star Trek: The Motion Picture) de Robert Wise
- 1979 : L'Étalon noir (The Black Stallion) de Carroll Ballard
- 1979 : Elle (10) de Blake Edwards
- 1979 : Hair de Miloš Forman
- 1980 : Le Chanteur de jazz (The Jazz Singer) de Richard Fleischer
- 1980 : Des gens comme les autres (Ordinary People) de Robert Redford
- 1980 : Star Wars, épisode V : L'Empire contre-attaque (Star Wars: Episode V – The Empire Strikes Back) d'Irvin Kershner
- 1981 : Halloween 2 de Rick Rosenthal
- 1981 : Les Aventuriers de l'arche perdue (Raiders of the Lost Ark) de Steven Spielberg
- 1981 : New York 1997 (Escape from New York) de John Carpenter
- 1981 : Le facteur sonne toujours deux fois (The Postman Always Rings Twice) de Bob Rafelson
- 1982 : Halloween 3 (Halloween 3: Season of the Witch) de Tommy Lee Wallace
- 1982 : The Thing de John Carpenter
- 1982 : Poltergeist de Tobe Hooper
- 1982 : Les cadavres ne portent pas de costard (Dead Men Don't Wear Plaid) de Carl Reiner
- 1983 : Dead Zone (The Dead Zone) de David Cronenberg
- 1983 : La Quatrième Dimension (Twilight Zone: The Movie) de John Landis, Steven Spielberg, Joe Dante et George Miller
- 1984 : Dune de David Lynch
- 1984 : Gremlins de Joe Dante
- 1984 : L'Hôtel New Hampshire (The Hotel New Hampshire) de Tony Richardson
- 1985 : Retour vers le futur (Back to the Future) de Robert Zemeckis
- 1985 : Les Goonies (The Goonies) de Richard Donner
- 1986 : L'Affaire Chelsea Deardon (Legal Eagles) d'Ivan Reitman
- 1987 : Bigfoot et les Henderson (Harry and the Hendersons) de William Dear
- 1996 : Cœur de dragon (Dragonheart) de Rob Cohen

## Distinctions

### Récompenses
- Oscar du meilleur mixage de son
  - en 1981 pour L'Empire contre-attaque
  - en 1982 pour Les Aventuriers de l'arche perdue

### Nominations
- Oscar du meilleur mixage de son
  - en 1985 pour Dune
  - en 1986 pour Retour vers le futur
- British Academy Film Award du meilleur son
  - en 1981 pour L'Empire contre-attaque
  - en 1982 pour Les Aventuriers de l'arche perdue